# Velvet Acid Christ
Velvet Acid Christ (abrégé VAC) est un groupe américain d'électro-industriel, originaire de Denver, dans le Colorado.

## Histoire
Le groupe est formé en 1990 entre membres unis dans les frustrations émotionnelles et expériences de drogues. Velvet Acid Christ gagne d'abord une popularité restreinte dans le milieu des soirées underground durant le milieu des années 1990, puis est introduit en Amérique du Nord ainsi que d'autres continents peu après.
Bryan Erickson, qui habite Westminster au Colorado est le principal chanteur, musicien et producteur de Velvet Acid Christ. En tant qu'un des membres fondateurs et de son influence première, cinglant et occasionnellement controversé, il incarne le groupe pendant la plus grande part de son existence, et la direction du projet sert plusieurs fois ses propres évolutions. Par conséquent, la plupart des louanges, comparaisons et critiques du groupe lui sont destinées, l'amenant à établir une forte présence sur internet comme porte-parole du groupe.
Aux côtés d'Erickson, de nombreux autres musiciens ont contribué à Velvet Acid Christ. Dans les premières années du groupe, les contributeurs avaient davantage un rôle fixé mais après un certain nombre de changement dus à des différents personnels ou créatifs, le groupe recourt à des talents extérieurs sur commande. Cette évolution serait stoppée puisque le guitariste Todd Loomis et l'ingénieur du son Dan Olson sont devenus membres.
Le 28 octobre 2014, le LP Subconscious Landscapes sort, contenant toutes les faces B de Maldire. Il contient des « pistes densément stratifiées, complexes et atmosphériques faisant appel à des influences dans les gammes de Juno Reactor, Massive Attack, et Delerium ». Comme une progression naturelle des grooves hypnotiques des chansons passées, la première moitié de l'album met en avant les voix invitées de Sabine Theroni et Margolzata Wacht, tandis que la seconde moitié prend une tournure plus sombre. Dire Land sorti en juin 2015 est un LP de remixes destiné à servir de compagnon de singles pour Maldire et Subconscious Landscapes, avec des remixes de God Module, Decoded Feedback, Assemblage 23, Dead Hand Project et d'autres. Un best-of comprenant des chansons nouvellement remasterisées construites pour présenter « plus de basses et apprivoiser les hautes [fréquences] » est publié en 2016. Une boutique en ligne est lancée en 2017 sur le site.

## Style musical
Bien que le catalogue musical de Velvet Acid Christ puisse être divisé entre de nombreux genres, une majorité de la production musicale se catégorise parmi trois genres en particulier : musique industrielle, rock gothique et électro-industriel.

## Discographie
- Fate (1994)
- Pestilence (1994/1995)
- Neuralblastoma (1995)
- Calling Ov The Dead - Beta (1996)
- Church of Acid (Best 1994–1996) (1996)
- The Hand (1997)
- Calling Ov The Dead (1998)
- Neuralblastoma - Church of Acid Part 2 - (1998)
- The Remix Wars Vol. 4 - VAC vs. Funker Vogt (1998/1999)
- Fun with Drugs/Decypher (1999)
- Fun with Knives (1999)
- Fun with Razors (1999)
- Twisted Thought Generator (2000)
- Dimension8 (2000)
- Dial8 (2001)
- Pretty Toy (2003)
- Hex-Angel (Utopia:Dystopia) (2003)
- Between the Eyes Vol. 1 (Singles, B-Sides, Remixes 1996–2000) (2003)
- Between the Eyes Vol. 2 (Fate 1994) (2004)
- Between the Éyes Vol. 3 (Pestilence 1994–1995) (2004/2005)
- Between the Eyes Vol. 4 (Neuralblastoma 1995) (2004/2005)
- Oblivion Interface
- Wound (MCD) 2006
- Lust for Blood (2006)
- The Art of Breaking Apart (2009)
- Maldire (2012)
- Subconscious Landscapes (2014)
- Dire Land (The Remix-Album)  (2015)
- Greatest Hits (2016)
- Wrack (2017)